# رحمان‌آباد (ایرانشهر)
رحمان‌آباد (ایرانشهر)، روستایی از توابع بخش مرکزی شهرستان ایرانشهر در استان سیستان و بلوچستان ایران است.

## جمعیت
این روستا در دهستان حومه قرار دارد و براساس سرشماری مرکز آمار ایران در سال ۱۳۸۵، جمعیت آن ۱۰۵ نفر (۱۶خانوار) بوده‌است.